# Sonatrach
Sonatrach (arabisch سوناطراك Sūnātrāk), Akronym für Société Nationale pour la Recherche, la Production, le Transport, la Transformation, et la Commercialisation des Hydrocarbures, ist ein bedeutendes algerisches Staatsunternehmen mit einem Monopol im Mineralölbereich. Seine Schwerpunkte liegen in Prospektion und Forschung, Transport, Verarbeitung und Vertrieb von Öl und Gas. Sonatrach ist das mit Abstand größte Unternehmen Afrikas.

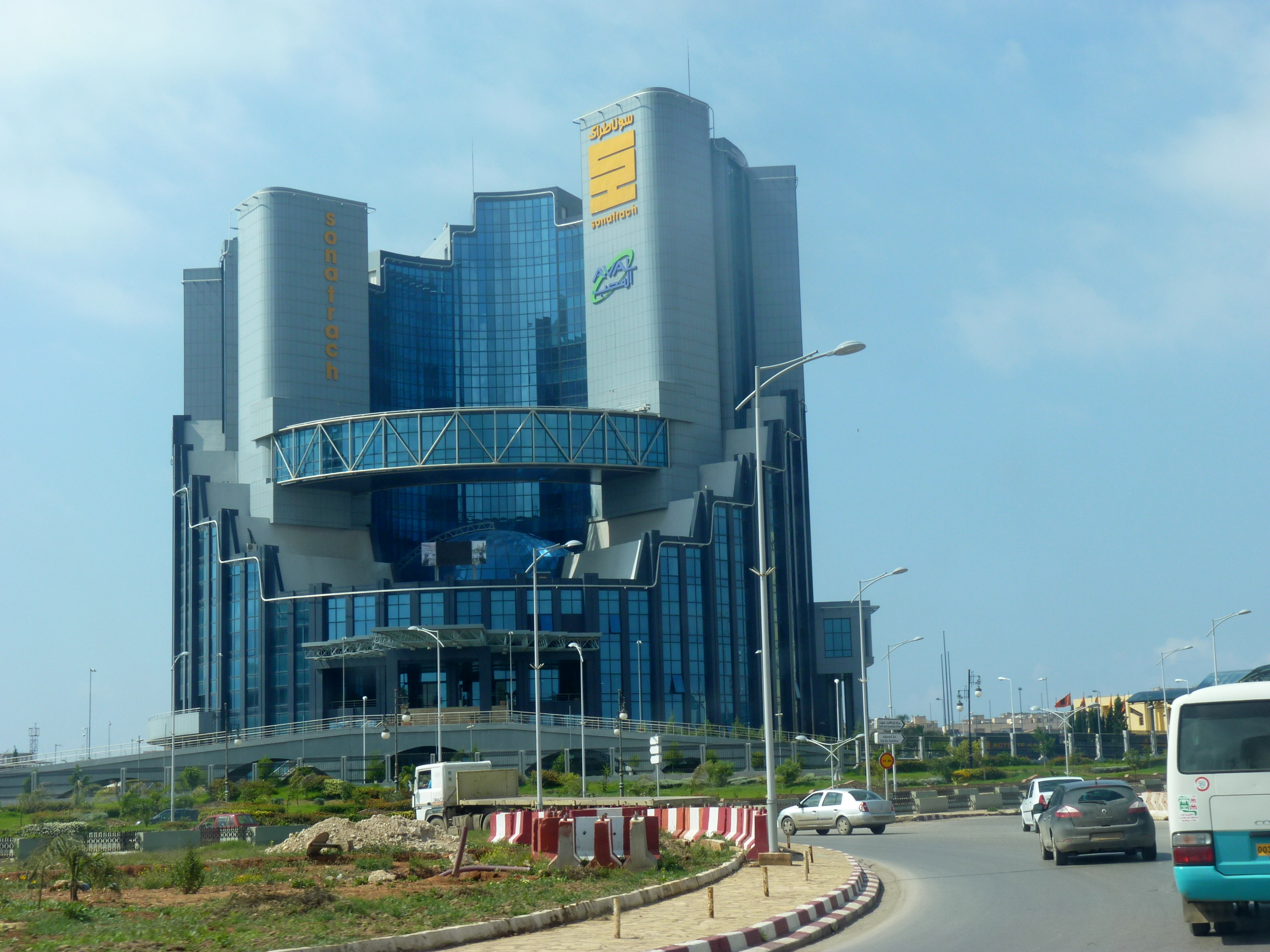
Büros von Sonatrach in Oran

Über Pipelines führt Sonatrach Gas nach Italien, Spanien, Portugal, Tunesien und Slowenien aus. 
Verflüssigtes Gas wird zudem nach Frankreich, Spanien, in die USA, die Türkei, nach Belgien, Italien, Griechenland und Südkorea geliefert.
International ist das Unternehmen mit zahlreichen Joint Ventures verflochten und außerdem Haupteigner des Fußballclubs MC Algier.